# Joe Jordan
Joseph „Joe“ Jordan (* 15. Dezember 1951 in Carluke, Schottland) ist ein ehemaliger schottischer Fußballspieler.
Der neunzehnjährige Mittelstürmer Joe Jordan kam 1970 nach England zu Leeds United, die Anfang der 1970er Jahre eine brillante Mannschaft um Spieler wie Allan Clarke, Mick Jones, Billy Bremner und Peter Lorimer geformt hatten. Jordan musste sich lange Zeit mit der Reservebank begnügen. 1973 kam dann sein Durchbruch. In der First Division spielte er häufiger und erzielte neun Tore. Als er auch das Finale im Europapokal der Pokalsieger gegen AC Mailand von Beginn an spielen durfte, wurde er Stammspieler. Kurz darauf machte er sein erstes Länderspiel für Schottland. Einen Sommer später nahm er an der Fußball-Weltmeisterschaft 1974 in Deutschland teil und trug das Trikot mit der Nummer 9. Schottland schied ungeschlagen in der Vorrunde aus.
1975 erreichte er mit Leeds das Finale im Europapokal der Landesmeister gegen den FC Bayern München. Nach der 0:2-Niederlage gegen den deutschen Meister verließen einige der älteren Spieler Leeds und die Mannschaft konnte nie wieder an ihre alte Stärke anknüpfen. In der Winterpause der Saison 1977/78 wechselte Jordan zu Manchester United, was die Leeds-Fans als Verrat ansahen, ebenso wie später die Wechsel von Éric Cantona oder Rio Ferdinand zu Manchester United.
Joe Jordan nahm 1978 an der Fußball-Weltmeisterschaft 1978 in Argentinien teil. Zu dieser Weltmeisterschaft fuhr eine der stärksten Mannschaften Schottlands, die je ein WM-Turnier erreicht hatte. Dementsprechend war die Zuversicht. Doch bereits das erste Spiel brachte Ernüchterung. Obwohl Jordan die zwischenzeitliche 1:0-Führung für sein Team erzielt hatte, verlor man das Auftaktspiel gegen Peru mit 1:3. Nicht Jordan oder sein Sturmpartner vom FC Liverpool Kenny Dalglish waren die Stars, sondern der Peruaner Teófilo Cubillas. Erneut bedeutete die Vorrunde das Ende aller Hoffnungen.
Jordan blieb dennoch einer der besten Mittelstürmer auf der britischen Insel und wechselte 1981 nach Italien zum AC Mailand. Mit seiner Teilnahme an der Fußball-Weltmeisterschaft 1982 in Spanien war Jordan der einzige schottische Fußballspieler, der dreimal an WM-Endturnieren teilnahm. Im dritten Gruppenspiel gegen die Sowjetunion erzielte er das Tor zur 1:0-Führung, verletzte sich jedoch in diesem Spiel. Schottland schied erneut in der Vorrunde aus und Jordan machte nie wieder ein Länderspiel für Schottland. Er brachte es insgesamt auf 52 Einsätze und erzielte 10 Tore für Schottland.
Nach einer Spielzeit 1983/84 bei Hellas Verona, wechselte er zurück nach England zum FC Southampton, wo er 1987 seine aktive Laufbahn beendete.
Joe Jordan war einer der gefürchtetsten Mittelstürmer der First Division, jedoch trug dazu nicht immer nur seine Torgefährlichkeit bei, sondern auch sein Aussehen. In frühen Jahren verlor er bei einem Spiel seine Schneidezähne und nahm die künstlichen Zähne vor jedem Spiel heraus, so dass er auf dem Platz auch furchterregend aussah.